# Rezerwat przyrody Kaniston
Rezerwat przyrody Kaniston – leśny rezerwat przyrody położony na terenie gminy Zbójna, w powiecie łomżyńskim, w województwie podlaskim.
Rezerwat został utworzony w 1984 roku. Zajmuje powierzchnię 134,06 ha (akt powołujący podawał 136,59 ha). Celem ochrony rezerwatu (według aktu powołującego) jest zachowanie zwartego, naturalnego kompleksu olsów w Puszczy Kurpiowskiej.
Rezerwat obejmuje fragment kompleksu leśnego położonego w odległości 5 km na północny zachód od wsi Zbójna, przy drodze wojewódzkiej nr 645. Las należy do Obrębu i Nadleśnictwa Nowogród. Jest to największy i jeden z najlepiej zachowanych na terenie Puszczy Kurpiowskiej bagienny las olszowy o dużej wartości przyrodniczej.
Szata roślinna jest bardzo bogata i zróżnicowana, z udziałem gatunków podlegających ochronie prawnej jak: widłak jałowcowaty, widłak wroniec, widłak goździsty, storczyk krwisty.